# Eidži Kawašima
Eidži Kawašima (* 20. březen 1983) je japonský fotbalista.

## Reprezentace
Eidži Kawašima odehrál 95 reprezentačních utkání. S japonskou reprezentací se zúčastnil Mistrovství světa 2010, 2014, 2018 i 2022 (zde však k zápasu nenastoupil).

## Statistiky
| Japonsko | Japonsko | Japonsko |
| Roky     | Záp.     | Góly     |
| -------- | -------- | -------- |
| 2008     | 1        | 0        |
| 2009     | 7        | 0        |
| 2010     | 8        | 0        |
| 2011     | 12       | 0        |
| 2012     | 11       | 0        |
| 2013     | 14       | 0        |
| 2014     | 11       | 0        |
| 2015     | 7        | 0        |
| 2016     | 1        | 0        |
| 2017     | 9        | 0        |
| 2018     | 7        | 0        |
| 2019     | 3        | 0        |
| 2021     | 2        | 0        |
| 2022     | 2        | 0        |
| Celkem   | 95       | 0        |